# Bruno Årfors
Bruno Gilbert Roland Årfors, född 18 september 1945, är en svensk berättare och talboksinläsare.
Årfors har varit berättarröst för ett flertal svenska dokumentärer, vetenskapsprogram och filmer under 1990-talet och 2000-talet. 

## Filmografi i urval[1][2][3]
- 1995 – Thomas Quick: Seriemördare eller mytoman?
- 2001 – Vägen till Malexander
- 2005 – Styckmordet – berättelsen om en rättsskandal
- 2006 – Sagan om Björn Borg
- 2009 – De halvt dolda